# CEV Champions League 2022-2023 (maschile)
La CEV Champions League 2022-2023, 64ª edizione della Champions League di pallavolo maschile, si è svolta dal 20 settembre 2022 al 20 maggio 2023: al torneo hanno partecipato ventinove squadre di club europee e la vittoria finale è andata per la terza volta consecutiva allo ZAKSA.

## Regolamento

### Formula
La formula ha previsto:
- Fase di qualificazione, a cui hanno partecipato undici delle ventinove squadre qualificate, in base al ranking CEV, che hanno disputato tre turni giocati con gare di andata e ritorno (coi punteggi di 3-0 e 3-1 sono stati assegnati 3 punti alla squadra vincente e 0 a quella perdente, col punteggio di 3-2 sono stati assegnati 2 punti alla squadra vincente e 1 a quella perdente; in caso di parità di punti dopo le due partite è stato disputato un golden set): le due squadre vincitrici del terzo turno hanno acceduto alla fase a gironi, mentre le squadre sconfitte di ogni turno hanno acceduto alla Coppa CEV.
- Fase a gironi, disputata con girone all'italiana, con gare di andata e ritorno, per un totale di sei giornate: la prima classificata di ogni girone ha acceduto ai quarti di finale della fase ad eliminazione diretta, la seconda classificata e la migliore terza classificata hanno acceduto ai Play-off della fase a eliminazione diretta, mentre le ulteriori squadre classificate al terzo posto hanno acceduto alla Coppa CEV.
- Fase a eliminazionale diretta, disputata con:
  - Play-off, quarti di finale e semifinali, giocate con gare di andata e ritorno.
  - Finale, giocata con gara unica[2].

### Criteri di classifica
Se il risultato finale è stato di 3-0 o 3-1 sono stati assegnati 3 punti alla squadra vincente e 0 a quella sconfitta, se il risultato finale è stato di 3-2 sono stati assegnati 2 punti alla squadra vincente e 1 a quella sconfitta.
L'ordine del posizionamento in classifica è stato definito in base a:
- Numero di partite vinte;
- Punti;
- Ratio dei set vinti/persi;
- Ratio dei punti realizzati/subiti;
- Risultati degli scontri diretti.

## Squadre partecipanti
| - Aich/Dob - Menen - Roeselare - Mladost Brčko - Hebăr - HAOK Mladost - Vammalan - Montpellier | - Tours - Charlottenburg - Dürener - Friedrichshafen - Lube - Sir Safety Perugia - Trentino - Strumica | - Budva - Dynamo Apeldoorn - ZAKSA - Jastrzębski Węgiel - Warta Zawiercie - Benfica - Karlovarsko - Arcada Galați | - Vojvodina - ACH Volley - Amriswil - Halkbank - Ziraat Bankası |

## Torneo

### Fase di qualificazione

#### Tabellone
|  | Primo turno      | Primo turno | Primo turno |  |  | Secondo turno    | Secondo turno | Secondo turno |   |   | Terzo turno | Terzo turno | Terzo turno |  |
|  |                  |             |             |  |  |                  |               |               |   |   |             |             |             |  |
|  | Budva            | 0           | 1           |  |  |                  |               |               |   |   |             |             |             |  |
|  | Aich/Dob         | 3           | 3           |  |  | Aich/Dob         | 3             | 1             |   |   |             |             |             |  |
|  |                  |             |             |  |  | Vammalan         | 2             | 3             |   |   |             |             |             |  |
|  |                  |             |             |  |  |                  |               |               |   |   | Vammalan    | 1           | 1           |  |
|  | Dynamo Apeldoorn | 3           | 1           |  |  |                  |               | Benfica       | 3 | 3 |             |             |             |  |
|  | Strumica         | 0           | 3           |  |  | Dynamo Apeldoorn | 1             | 0             |   |   |             |             |             |  |
|  |                  |             |             |  |  | Benfica          | 3             | 3             |   |   |             |             |             |  |
|  |                  |             |             |  |  |                  |               |               |   |   |             |             |             |  |
|  | Bye              |             |             |  |  |                  |               |               |   |   |             |             |             |  |
|  | Hebăr            |             |             |  |  | Hebăr            | 0             | 3             |   |   |             |             |             |  |
|  |                  |             |             |  |  | Arcada Galați    | 3             | 1             |   |   |             |             |             |  |
|  |                  |             |             |  |  |                  |               |               |   |   | Hebăr       | 3           | 3           |  |
|  | Mladost Brčko    | 0           | 0           |  |  |                  |               | HAOK Mladost  | 1 | 1 |             |             |             |  |
|  | Amriswil         | 3           | 3           |  |  | Amriswil         | 3             | 0             |   |   |             |             |             |  |
|  |                  |             |             |  |  | HAOK Mladost     | 1             | 3             |   |   |             |             |             |  |

#### Primo turno

##### Andata
| 20 settembre 2022 Mediteranski Sportski Centar, Budua Durata: 1h:14 - Spettatori: 350 | Budva            | 0 - 3 | Aich/Dob | 19-25, 15-25, 21-25 |
| 20 settembre 2022 Omnisport Apeldoorn, Apeldoorn Durata: 1h:01 - Spettatori: 900      | Dynamo Apeldoorn | 3 - 0 | Strumica | 25-20, 25-13, 25-16 |
| 21 settembre 2022 Sportska Dvorana Magnet, Brčko Durata: 0h:54 - Spettatori: 650      | Mladost Brčko    | 0 - 3 | Amriswil | 12-25, 13-25, 10-25 |

##### Ritorno
| 27 settembre 2022 JUFA Arena, Bleiburg Durata: 2h:06 - Spettatori: 820                     | Aich/Dob | 3 - 1 | Budva            | 37-35, 25-27, 25-21, 25-18                   |
| 27 settembre 2022 Sportski centar Jane Sandanski, Skopje Durata: 2h:08 - Spettatori: 1 160 | Strumica | 3 - 1 | Dynamo Apeldoorn | 22-25, 27-25, 25-23, 25-21 Golden set: 13-15 |
| 28 settembre 2022 Sporthalle Tellenfeld, Amriswil Durata: 0h:58 - Spettatori: 621          | Amriswil | 3 - 0 | Mladost Brčko    | 25-12, 25-9, 25-13                           |

#### Secondo turno

##### Andata
| 5 ottobre 2022 JUFA Arena, Bleiburg Durata: 2h:04 - Spettatori: 606                   | Aich/Dob         | 3 - 2 | Vammalan      | 16-25, 25-20, 25-23, 22-25, 19-17 |
| 4 ottobre 2022 Omnisport Apeldoorn, Apeldoorn Durata: 1h:33 - Spettatori: 650         | Dynamo Apeldoorn | 1 - 3 | Benfica       | 12-25, 25-20, 18-25, 12-25        |
| 5 ottobre 2022 Sportna Zala Vasıl Levski, Pazardžik Durata: 1h:26 - Spettatori: 1 500 | Hebăr            | 0 - 3 | Arcada Galați | 22-25, 19-25, 24-26               |
| 5 ottobre 2022 Sporthalle Tellenfeld, Amriswil Durata: 1h:40 - Spettatori: 642        | Amriswil         | 3 - 1 | HAOK Mladost  | 25-18, 19-25, 25-21, 25-22        |

##### Ritorno
| 13 ottobre 2022 Vexve Areena, Sastamala Durata: 1h:41 - Spettatori: 562             | Vammalan      | 3 - 1 | Aich/Dob         | 25-16, 23-25, 25-17, 25-23                   |
| 12 ottobre 2022 Pavilhão da Luz Nº 2, Lisbona Durata: 1h:20 - Spettatori: 600       | Benfica       | 3 - 0 | Dynamo Apeldoorn | 31-29, 25-16, 25-21                          |
| 12 ottobre 2022 Sala Sporturilor Dunărea, Galați Durata: 2h:15 - Spettatori: 800    | Arcada Galați | 1 - 3 | Hebăr            | 25-27, 23-25, 25-17, 22-25 Golden set: 10-15 |
| 13 ottobre 2022 Dom odbojke Bojan Stranić, Zagabria Durata: 1h:29 - Spettatori: 150 | HAOK Mladost  | 3 - 0 | Amriswil         | 25-22, 25-22, 25-21 Golden set: 15-8         |

#### Terzo turno

##### Andata
| 20 ottobre 2022 Vexve Areena, Sastamala Durata: 1h:40 - Spettatori: 864                | Vammalan | 1 - 3 | Benfica      | 21-25, 25-21, 22-25, 17-25 |
| 19 ottobre 2022 Sportna Zala Vasıl Levski, Pazardžik Durata: 1h:38 - Spettatori: 1 600 | Hebăr    | 3 - 1 | HAOK Mladost | 25-27, 25-21, 25-14, 25-15 |

##### Ritorno
| 26 ottobre 2022 Pavilhão da Luz Nº 2, Lisbona Durata: 1h:45 - Spettatori: 680       | Benfica      | 3 - 1 | Vammalan | 25-16, 20-25, 25-23, 25-18 |
| 27 ottobre 2022 Dom odbojke Bojan Stranić, Zagabria Durata: 1h:42 - Spettatori: 600 | HAOK Mladost | 1 - 3 | Hebăr    | 28-26, 20-25, 17-25, 10-25 |

### Fase a gironi
| Girone A           | Girone B        | Girone C  | Girone D    | Girone E           |
| ------------------ | --------------- | --------- | ----------- | ------------------ |
| Friedrichshafen    | Charlottenburg  | Benfica   | Karlovarsko | ACH Volley         |
| Jastrzębski Węgiel | Halkbank        | Lube      | Menen       | Dürener            |
| Montpellier        | Hebăr           | Roeselare | Trentino    | Sir Safety Perugia |
| Vojvodina          | Warta Zawiercie | Tours     | ZAKSA       | Ziraat Bankası     |

#### Girone A

##### Risultati
| 8 novembre 2022 Hala Sportowa, Jastrzębie-Zdrój Durata: 1h:15 - Spettatori: 2 036             | Jastrzębski Węgiel | 3 - 0 | Vojvodina          | 25-23, 25-19, 25-20               |
| 10 novembre 2022 Ratiopharm-Arena, Nuova Ulma Durata: 2h:05 - Spettatori: 782                 | Friedrichshafen    | 3 - 2 | Montpellier        | 20-25, 20-25, 25-22, 25-23, 15-11 |
| 16 novembre 2022 Palais des Sports Delmas, Castelnau-le-Lez Durata: 1h:43 - Spettatori: 1 027 | Montpellier        | 1 - 3 | Jastrzębski Węgiel | 25-23, 19-25, 23-25, 20-25        |
| 16 novembre 2022 SPC Vojvodina, Novi Sad Durata: 1h:13 - Spettatori: 2 200                    | Vojvodina          | 0 - 3 | Friedrichshafen    | 20-25, 17-25, 17-25               |
| 29 novembre 2022 ZF-Arena, Friedrichshafen Durata: 1h:45 - Spettatori: 805                    | Friedrichshafen    | 1 - 3 | Jastrzębski Węgiel | 25-18, 31-33, 14-25, 22-25        |
| 30 novembre 2022 SPC Vojvodina, Novi Sad Durata: 1h:52 - Spettatori: 1 200                    | Vojvodina          | 3 - 1 | Montpellier        | 19-25, 30-28, 25-17, 25-23        |
| 13 dicembre 2022 Hala Sportowa, Jastrzębie-Zdrój Durata: 1h:13 - Spettatori: 2 491            | Jastrzębski Węgiel | 3 - 0 | Montpellier        | 25-23, 27-25, 25-20               |
| 13 dicembre 2022 ZF-Arena, Friedrichshafen Durata: 1h:39 - Spettatori: 631                    | Friedrichshafen    | 3 - 1 | Vojvodina          | 20-25, 25-17, 25-16, 25-23        |
| 11 gennaio 2023 SPC Vojvodina, Novi Sad Durata: 1h:07 - Spettatori: 2 500                     | Vojvodina          | 0 - 3 | Jastrzębski Węgiel | 22-25, 16-25, 14-25               |
| 10 gennaio 2023 Palais des Sports Delmas, Castelnau-le-Lez Durata: 2h:16 - Spettatori: 784    | Montpellier        | 2 - 3 | Friedrichshafen    | 26-28, 25-22, 23-25, 25-23, 13-15 |
| 25 gennaio 2023 Hala Sportowa, Jastrzębie-Zdrój Durata: 1h:22 - Spettatori: 2 500             | Jastrzębski Węgiel | 3 - 0 | Friedrichshafen    | 25-22, 26-24, 28-26               |
| 25 gennaio 2023 Palais des Sports Delmas, Castelnau-le-Lez Durata: 1h:12 - Spettatori: 1 104  | Montpellier        | 3 - 0 | Vojvodina          | 25-19, 25-21, 25-16               |

##### Classifica
| Pos. | Squadra            | Pt | G | V | P | SV | SP | Ratio | PF  | PS  | Ratio |
| ---- | ------------------ | -- | - | - | - | -- | -- | ----- | --- | --- | ----- |
| 1.   | Jastrzębski Węgiel | 18 | 6 | 6 | 0 | 18 | 2  | 9,000 | 505 | 433 | 1,166 |
| 2.   | Friedrichshafen    | 10 | 6 | 4 | 2 | 13 | 11 | 1,182 | 552 | 533 | 1,036 |
| 3.   | Montpellier        | 5  | 6 | 1 | 5 | 9  | 15 | 0,600 | 541 | 548 | 0,987 |
| 4.   | Vojvodina          | 3  | 6 | 1 | 5 | 4  | 16 | 0,250 | 404 | 488 | 0,828 |

      Qualificata ai quarti di finale.
      Qualificata ai play-off.
      Qualificata ai quarti di finale di Coppa CEV.

#### Girone B

##### Risultati
| 8 novembre 2022 Max-Schmeling-Halle, Berlino Durata: 2h:11 - Spettatori: 3 876          | Charlottenburg  | 3 - 2 | Hebăr           | 23-25, 23-25, 25-17, 28-26, 15-12 |
| 10 novembre 2022 Hala Centrum, Dąbrowa Górnicza Durata: 2h:01 - Spettatori: 2 750       | Warta Zawiercie | 3 - 1 | Halkbank        | 23-25, 26-24, 25-21, 25-15        |
| 16 novembre 2022 Başkent Voleybol Salonu, Ankara Durata: 1h:50 - Spettatori: 2 550      | Halkbank        | 3 - 1 | Charlottenburg  | 25-21, 25-19, 22-25, 25-23        |
| 16 novembre 2022 Sportna Zala Vasıl Levski, Pazardžik Durata: 2h:09 - Spettatori: 1 700 | Hebăr           | 1 - 3 | Warta Zawiercie | 22-25, 25-21, 18-25, 26-28        |
| 30 novembre 2022 Hala Centrum, Dąbrowa Górnicza Durata: 1h:57 - Spettatori: 2 041       | Warta Zawiercie | 1 - 3 | Charlottenburg  | 21-25, 25-20, 27-29, 25-27        |
| 30 novembre 2022 Sportna Zala Vasıl Levski, Pazardžik Durata: 2h:07 - Spettatori: 1 650 | Hebăr           | 2 - 3 | Halkbank        | 19-25, 20-25, 25-19, 25-22, 7-15  |
| 13 dicembre 2022 Max-Schmeling-Halle, Berlino Durata: 1h:38 - Spettatori: 5 363         | Charlottenburg  | 0 - 3 | Halkbank        | 16-25, 33-35, 22-25               |
| 14 dicembre 2022 Hala Centrum, Dąbrowa Górnicza Durata: 1h:19 - Spettatori: 1 700       | Warta Zawiercie | 3 - 0 | Hebăr           | 26-24, 25-15, 25-17               |
| 12 gennaio 2023 Sportna Zala Vasıl Levski, Pazardžik Durata: 1h:17 - Spettatori: 2 000  | Hebăr           | 0 - 3 | Charlottenburg  | 20-25, 16-25, 20-25               |
| 11 gennaio 2023 Başkent Voleybol Salonu, Ankara Durata: 2h:52 - Spettatori: 5 450       | Halkbank        | 3 - 2 | Warta Zawiercie | 21-25, 25-23, 23-25, 25-23, 19-17 |
| 25 gennaio 2023 Max-Schmeling-Halle, Berlino Durata: 1h:20 - Spettatori: 5 120          | Charlottenburg  | 3 - 0 | Warta Zawiercie | 25-22, 25-17, 25-19               |
| 25 gennaio 2023 Başkent Voleybol Salonu, Ankara Durata: 1h:22 - Spettatori: 2 500       | Halkbank        | 3 - 0 | Hebăr           | 25-22, 27-25, 25-19               |

##### Classifica
| Pos. | Squadra         | Pt | G | V | P | SV | SP | Ratio | PF  | PS  | Ratio |
| ---- | --------------- | -- | - | - | - | -- | -- | ----- | --- | --- | ----- |
| 1.   | Halkbank        | 13 | 6 | 5 | 1 | 16 | 8  | 2,000 | 563 | 533 | 1,056 |
| 2.   | Charlottenburg  | 11 | 6 | 4 | 2 | 13 | 9  | 1,444 | 524 | 499 | 1,050 |
| 3.   | Warta Zawiercie | 10 | 6 | 3 | 3 | 12 | 11 | 1,091 | 543 | 521 | 1,042 |
| 4.   | Hebăr           | 2  | 6 | 0 | 6 | 5  | 18 | 0,278 | 470 | 547 | 0,859 |

      Qualificata ai quarti di finale.
      Qualificata ai play-off.

#### Girone C

##### Risultati
| 9 novembre 2022 PalaCivitanova, Civitanova Marche Durata: 2h:20 - Spettatori: 1 321  | Lube      | 3 - 2 | Benfica   | 23-25, 21-25, 25-19, 25-22, 15-13 |
| 10 novembre 2022 Tomabelhal, Roeselare Durata: 1h:29 - Spettatori: 1 310             | Roeselare | 0 - 3 | Tours     | 22-25, 19-25, 20-25               |
| 16 novembre 2022 Salle Robert-Grenon, Tours Durata: 1h:49 - Spettatori: 3 000        | Tours     | 1 - 3 | Lube      | 25-20, 20-25, 22-25, 13-25        |
| 16 novembre 2022 Pavilhão da Luz Nº 2, Lisbona Durata: 2h:23 - Spettatori: 711       | Benfica   | 2 - 3 | Roeselare | 25-23, 24-26, 23-25, 25-22, 9-15  |
| 30 novembre 2022 Tomabelhal, Roeselare Durata: 1h:55 - Spettatori: 1 650             | Roeselare | 1 - 3 | Lube      | 19-25, 25-21, 23-25, 27-29        |
| 29 novembre 2022 Pavilhão da Luz Nº 2, Lisbona Durata: 2h:03 - Spettatori: 580       | Benfica   | 1 - 3 | Tours     | 30-28, 21-25, 19-25, 21-25        |
| 14 dicembre 2022 PalaCivitanova, Civitanova Marche Durata: 1h:11 - Spettatori: 1 467 | Lube      | 3 - 0 | Tours     | 25-23, 25-13, 25-17               |
| 13 dicembre 2022 Tomabelhal, Roeselare Durata: 1h:17 - Spettatori: 1 175             | Roeselare | 3 - 0 | Benfica   | 25-18, 25-22, 25-16               |
| 10 gennaio 2023 Pavilhão da Luz Nº 2, Lisbona Durata: 1h:11 - Spettatori: 725        | Benfica   | 0 - 3 | Lube      | 18-25, 19-25, 18-25               |
| 11 gennaio 2023 Salle Robert-Grenon, Tours Durata: 2h:28 - Spettatori: 2 900         | Tours     | 2 - 3 | Roeselare | 23-25, 26-24, 23-25, 30-28, 9-15  |
| 25 gennaio 2023 PalaCivitanova, Civitanova Marche Durata: 2h:07 - Spettatori: 1 563  | Lube      | 3 - 2 | Roeselare | 25-23, 26-28, 23-25, 25-17, 15-9  |
| 25 gennaio 2023 Salle Robert-Grenon, Tours Durata: 1h:23 - Spettatori: 3 000         | Tours     | 3 - 0 | Benfica   | 27-25, 25-10, 25-18               |

##### Classifica
| Pos. | Squadra   | Pt | G | V | P | SV | SP | Ratio | PF  | PS  | Ratio |
| ---- | --------- | -- | - | - | - | -- | -- | ----- | --- | --- | ----- |
| 1.   | Lube      | 16 | 6 | 6 | 0 | 18 | 6  | 3,000 | 568 | 488 | 1,164 |
| 2.   | Tours     | 10 | 6 | 3 | 3 | 12 | 10 | 1,200 | 499 | 492 | 1,014 |
| 3.   | Roeselare | 8  | 6 | 3 | 3 | 12 | 13 | 0,923 | 560 | 562 | 0,996 |
| 4.   | Benfica   | 2  | 6 | 0 | 6 | 5  | 18 | 0,278 | 465 | 550 | 0,845 |

      Qualificata ai quarti di finale.
      Qualificata ai play-off.
      Qualificata ai quarti di finale di Coppa CEV.

#### Girone D

##### Risultati
| 9 novembre 2022 Hala Azoty, Kędzierzyn-Koźle Durata: 1h:59 - Spettatori: 750          | ZAKSA       | 3 - 1 | Karlovarsko | 25-22, 25-21, 24-26, 26-24        |
| 10 novembre 2022 PalaTrento, Trento Durata: 1h:07 - Spettatori: 1 630                 | Trentino    | 3 - 0 | Menen       | 25-16, 25-17, 25-12               |
| 16 novembre 2022 Tomabelhal, Roeselare Durata: 1h:21 - Spettatori: 1 300              | Menen       | 0 - 3 | ZAKSA       | 17-25, 22-25, 21-25               |
| 16 novembre 2022 Hala míčových sportu, Karlovy Vary Durata: 1h:34 - Spettatori: 1 450 | Karlovarsko | 1 - 3 | Trentino    | 19-25, 20-25, 25-21, 13-25        |
| 29 novembre 2022 PalaTrento, Trento Durata: 1h:47 - Spettatori: 1 846                 | Trentino    | 3 - 1 | ZAKSA       | 25-20, 17-25, 26-24, 25-23        |
| 30 novembre 2022 Hala míčových sportu, Karlovy Vary Durata: 1h:24 - Spettatori: 1 250 | Karlovarsko | 3 - 0 | Menen       | 28-26, 26-24, 25-17               |
| 14 dicembre 2022 Hala Azoty, Kędzierzyn-Koźle Durata: 1h:06 - Spettatori: 300         | ZAKSA       | 3 - 0 | Menen       | 25-16, 25-17, 25-21               |
| 15 dicembre 2022 PalaTrento, Trento Durata: 1h:03 - Spettatori: 700                   | Trentino    | 3 - 0 | Karlovarsko | 25-17, 25-15, 25-17               |
| 11 gennaio 2023 Hala míčových sportu, Karlovy Vary Durata: 2h:14 - Spettatori: 1 350  | Karlovarsko | 2 - 3 | ZAKSA       | 25-23, 21-25, 18-25, 25-23, 13-15 |
| 11 gennaio 2023 Tomabelhal, Roeselare Durata: 1h:05 - Spettatori: 1 100               | Menen       | 0 - 3 | Trentino    | 15-25, 19-25, 16-25               |
| 25 gennaio 2023 Hala Azoty, Kędzierzyn-Koźle Durata: 1h:52 - Spettatori: 2 000        | ZAKSA       | 2 - 3 | Trentino    | 25-17, 25-15, 18-25, 23-25, 12-15 |
| 25 gennaio 2023 Tomabelhal, Roeselare Durata: 1h:21 - Spettatori: 1 500               | Menen       | 0 - 3 | Karlovarsko | 24-26, 20-25, 17-25               |

##### Classifica
| Pos. | Squadra     | Pt | G | V | P | SV | SP | Ratio | PF  | PS  | Ratio |
| ---- | ----------- | -- | - | - | - | -- | -- | ----- | --- | --- | ----- |
| 1.   | Trentino    | 17 | 6 | 6 | 0 | 18 | 4  | 4,500 | 511 | 416 | 1,228 |
| 2.   | ZAKSA       | 12 | 6 | 4 | 2 | 15 | 9  | 1,667 | 556 | 499 | 1,114 |
| 3.   | Karlovarsko | 7  | 6 | 2 | 4 | 10 | 12 | 0,833 | 476 | 510 | 0,933 |
| 4.   | Menen       | 0  | 6 | 0 | 6 | 0  | 18 | 0,000 | 337 | 455 | 0,741 |

      Qualificata ai quarti di finale.
      Qualificata ai play-off.
      Qualificata ai quarti di finale di Coppa CEV.

#### Girone E

##### Risultati
| 9 novembre 2022 PalaEvangelisti, Perugia Durata: 1h:13 - Spettatori: 2 200         | Sir Safety Perugia | 3 - 0 | ACH Volley         | 25-19, 25-16, 25-19               |
| 9 novembre 2022 Arena Kreis, Düren Durata: 1h:59 - Spettatori: 1 000               | Dürener            | 3 - 1 | Ziraat Bankası     | 25-23, 25-18, 21-25, 25-16        |
| 16 novembre 2022 Başkent Voleybol Salonu, Ankara Durata: 2h:03 - Spettatori: 2 154 | Ziraat Bankası     | 1 - 3 | Sir Safety Perugia | 26-24, 22-25, 20-25, 23-25        |
| 16 novembre 2022 Hala Tivoli, Lubiana Durata: 1h:48 - Spettatori: 4 161            | ACH Volley         | 3 - 1 | Dürener            | 25-20, 25-22, 21-25, 25-13        |
| 29 novembre 2022 Arena Kreis, Düren Durata: 1h:19 - Spettatori: 2 000              | Dürener            | 0 - 3 | Sir Safety Perugia | 17-25, 23-25, 21-25               |
| 30 novembre 2022 Hala Tivoli, Lubiana Durata: 2h:26 - Spettatori: 4 211            | ACH Volley         | 2 - 3 | Ziraat Bankası     | 17-25, 25-20, 25-23, 23-25, 12-15 |
| 15 dicembre 2022 PalaEvangelisti, Perugia Durata: 1h:35 - Spettatori: 2 362        | Sir Safety Perugia | 3 - 1 | Ziraat Bankası     | 25-17, 19-25, 25-17, 25-17        |
| 14 dicembre 2022 Arena Kreis, Düren Durata: 1h:44 - Spettatori: 453                | Dürener            | 1 - 3 | ACH Volley         | 21-25, 20-25, 25-19, 16-25        |
| 11 gennaio 2023 Hala Tivoli, Lubiana Durata: 1h:40 - Spettatori: 4 026             | ACH Volley         | 1 - 3 | Sir Safety Perugia | 21-25, 15-25, 25-23, 15-25        |
| 11 gennaio 2023 Başkent Voleybol Salonu, Ankara Durata: 1h:22 - Spettatori: 3 651  | Ziraat Bankası     | 3 - 0 | Dürener            | 27-25, 25-21, 25-13               |
| 25 gennaio 2023 PalaEvangelisti, Perugia Durata: 1h:57 - Spettatori: 2 260         | Sir Safety Perugia | 3 - 1 | Dürener            | 28-30, 26-24, 25-20, 25-19        |
| 25 gennaio 2023 Başkent Voleybol Salonu, Ankara Durata: 2h:17 - Spettatori: 4 126  | Ziraat Bankası     | 3 - 2 | ACH Volley         | 23-25, 25-23, 22-25, 25-21, 15-8  |

##### Classifica
| Pos. | Squadra            | Pt | G | V | P | SV | SP | Ratio | PF  | PS  | Ratio |
| ---- | ------------------ | -- | - | - | - | -- | -- | ----- | --- | --- | ----- |
| 1.   | Sir Safety Perugia | 18 | 6 | 6 | 0 | 18 | 4  | 4,500 | 545 | 451 | 1,208 |
| 2.   | Ziraat Bankası     | 7  | 6 | 3 | 3 | 12 | 13 | 0,923 | 544 | 552 | 0,986 |
| 3.   | ACH Volley         | 8  | 6 | 2 | 4 | 11 | 14 | 0,786 | 524 | 553 | 0,948 |
| 4.   | Dürener            | 3  | 6 | 1 | 5 | 6  | 16 | 0,375 | 471 | 528 | 0,892 |

      Qualificata ai quarti di finale.
      Qualificata ai play-off.
      Qualificata ai quarti di finale di Coppa CEV.

#### Classifica generale
| Pos. | Squadra            | Pt | G | V | P | SV | SP | Ratio | PF  | PS  | Ratio |
| ---- | ------------------ | -- | - | - | - | -- | -- | ----- | --- | --- | ----- |
| 1A.  | Jastrzębski Węgiel | 18 | 6 | 6 | 0 | 18 | 2  | 9,000 | 505 | 433 | 1,166 |
| 1E.  | Sir Safety Perugia | 18 | 6 | 6 | 0 | 18 | 4  | 4,500 | 545 | 451 | 1,208 |
| 1D.  | Trentino           | 17 | 6 | 6 | 0 | 18 | 4  | 4,500 | 511 | 416 | 1,228 |
| 1C.  | Lube               | 16 | 6 | 6 | 0 | 18 | 6  | 3,000 | 568 | 488 | 1,164 |
| 1B.  | Halkbank           | 13 | 6 | 5 | 1 | 16 | 8  | 2,000 | 563 | 533 | 1,056 |
|      |                    |    |   |   |   |    |    |       |     |     |       |
| 2D.  | ZAKSA              | 12 | 6 | 4 | 2 | 15 | 9  | 1,667 | 556 | 499 | 1,114 |
| 2B.  | Charlottenburg     | 11 | 6 | 4 | 2 | 13 | 9  | 1,444 | 524 | 499 | 1,050 |
| 2A.  | Friedrichshafen    | 10 | 6 | 4 | 2 | 13 | 11 | 1,182 | 552 | 533 | 1,036 |
| 2C.  | Tours              | 10 | 6 | 3 | 3 | 12 | 10 | 1,200 | 499 | 492 | 1,014 |
| 2E.  | Ziraat Bankası     | 7  | 6 | 3 | 3 | 12 | 13 | 0,923 | 544 | 552 | 0,986 |
|      |                    |    |   |   |   |    |    |       |     |     |       |
| 3B.  | Warta Zawiercie    | 10 | 6 | 3 | 3 | 12 | 11 | 1,091 | 543 | 521 | 1,042 |
| 3C.  | Roeselare          | 8  | 6 | 3 | 3 | 12 | 13 | 0,923 | 560 | 562 | 0,996 |
| 3E.  | ACH Volley         | 8  | 6 | 2 | 4 | 11 | 14 | 0,786 | 524 | 553 | 0,948 |
| 3D.  | Karlovarsko        | 7  | 6 | 2 | 4 | 10 | 12 | 0,833 | 476 | 510 | 0,933 |
| 3A.  | Montpellier        | 5  | 6 | 1 | 5 | 9  | 15 | 0,600 | 541 | 548 | 0,987 |
|      |                    |    |   |   |   |    |    |       |     |     |       |
| 4E.  | Dürener            | 3  | 6 | 1 | 5 | 6  | 16 | 0,375 | 471 | 528 | 0,892 |
| 4A.  | Vojvodina          | 3  | 6 | 1 | 5 | 4  | 16 | 0,250 | 404 | 488 | 0,828 |
| 4B.  | Hebăr              | 2  | 6 | 0 | 6 | 5  | 18 | 0,278 | 470 | 547 | 0,859 |
| 4C.  | Benfica            | 2  | 6 | 0 | 6 | 5  | 18 | 0,278 | 465 | 550 | 0,845 |
| 4D.  | Menen              | 0  | 6 | 0 | 6 | 0  | 18 | 0,000 | 337 | 455 | 0,741 |

      Qualificata ai quarti di finale.
      Qualificata ai play-off.
      Qualificata ai quarti di finale di Coppa CEV.

### Fase a eliminazione diretta

#### Tabellone
|  | Play-off | Play-off        | Play-off | Play-off |  |  | Quarti di finale | Quarti di finale   | Quarti di finale | Quarti di finale   |   |   | Semifinali | Semifinali | Semifinali | Semifinali         |   |  | Finale | Finale | Finale |  |
|  |          |                 |          |          |  |  |                  |                    |                  |                    |   |   |            |            |            |                    |   |  |        |        |        |  |
|  | 3B       | Warta Zawiercie | 0        | 3        |  |  |                  |                    |                  |                    |   |   |            |            |            |                    |   |  |        |        |        |  |
|  | 2D       | ZAKSA           | 3        | 2        |  |  | 2D               | ZAKSA              | 3                | 215                |   |   |            |            |            |                    |   |  |        |        |        |  |
|  |          |                 |          |          |  |  | 1D               | Trentino           | 2                | 39                 |   |   |            |            |            |                    |   |  |        |        |        |  |
|  |          |                 |          |          |  |  |                  |                    |                  |                    |   |   | 2D         | ZAKSA      | 3          | 3                  |   |  |        |        |        |  |
|  | 2E       | Ziraat Bankası  | -        | 2        |  |  |                  |                    | 1E               | Sir Safety Perugia | 1 | 1 |            |            |            |                    |   |  |        |        |        |  |
|  | 2B       | Charlottenburg  | -        | 3        |  |  | 2B               | Charlottenburg     | 1                | 2                  |   |   |            |            |            |                    |   |  |        |        |        |  |
|  |          |                 |          |          |  |  | 1E               | Sir Safety Perugia | 3                | 3                  |   |   |            |            |            |                    |   |  |        |        |        |  |
|  |          |                 |          |          |  |  |                  |                    |                  |                    |   |   | 2D         | ZAKSA      | 3          |                    |   |  |        |        |        |  |
|  |          |                 |          |          |  |  |                  |                    |                  |                    |   |   |            |            | 1A         | Jastrzębski Węgiel | 2 |  |        |        |        |  |
|  |          |                 |          |          |  |  | 1B               | Halkbank           | 3                | 115                |   |   |            |            |            |                    |   |  |        |        |        |  |
|  |          |                 |          |          |  |  | 1C               | Lube               | 1                | 312                |   |   |            |            |            |                    |   |  |        |        |        |  |
|  |          |                 |          |          |  |  |                  |                    |                  |                    |   |   | 1B         | Halkbank   | 1          | 3                  |   |  |        |        |        |  |
|  | 2C       | Tours           | 0        | 2        |  |  |                  |                    | 1A               | Jastrzębski Węgiel | 3 | 2 |            |            |            |                    |   |  |        |        |        |  |
|  | 2A       | Friedrichshafen | 3        | 3        |  |  | 2A               | Friedrichshafen    | 0                | 0                  |   |   |            |            |            |                    |   |  |        |        |        |  |
|  |          |                 |          |          |  |  | 1A               | Jastrzębski Węgiel | 3                | 3                  |   |   |            |            |            |                    |   |  |        |        |        |  |

#### Risultati

##### Play-off

###### Andata
| 7 febbraio 2023 Hala Centrum, Dąbrowa Górnicza Durata: 1h:30 - Spettatori: 2 800 | Warta Zawiercie | 0 - 3 | ZAKSA           | 23-25, 19-25, 23-25 |
| - Başkent Voleybol Salonu, Ankara Durata: - Spettatori:                          | Ziraat Bankası  | -     | Charlottenburg  | annullata           |
| 8 febbraio 2023 Salle Robert-Grenon, Tours Durata: 1h:25 - Spettatori: 3 023     | Tours           | 0 - 3 | Friedrichshafen | 23-25, 21-25, 21-25 |

###### Ritorno
| 15 febbraio 2023 Hala Azoty, Kędzierzyn-Koźle Durata: 2h:09 - Spettatori: 2 050 | ZAKSA           | 2 - 3 | Warta Zawiercie | 28-26, 21-25, 25-23, 19-25, 11-15 |
| 15 febbraio 2023 Max-Schmeling-Halle, Berlino Durata: 2h:19 - Spettatori: 5 134 | Charlottenburg  | 3 - 2 | Ziraat Bankası  | 24-26, 25-21, 25-20, 18-25, 15-9  |
| 15 febbraio 2023 Ratiopharm-Arena, Nuova Ulma Durata: 2h:01 - Spettatori: 1 000 | Friedrichshafen | 3 - 2 | Tours           | 21-25, 15-25, 25-18, 25-21, 15-11 |

##### Quarti di finale

###### Andata
| 7 marzo 2023 Hala Azoty, Kędzierzyn-Koźle Durata: 2h:13 - Spettatori: 2 100    | ZAKSA           | 3 - 2 | Trentino           | 25-22, 22-25, 22-25, 25-21, 15-10 |
| 8 marzo 2023 Max-Schmeling-Halle, Berlino Durata: 1h:45 - Spettatori: 8 213    | Charlottenburg  | 1 - 3 | Sir Safety Perugia | 18-25, 15-25, 25-23, 17-25        |
| 7 marzo 2023 Başkent Voleybol Salonu, Ankara Durata: 2h:00 - Spettatori: 5 000 | Halkbank        | 3 - 1 | Lube               | 21-25, 25-20, 25-23, 25-21        |
| 9 marzo 2023 Ratiopharm-Arena, Nuova Ulma Durata: 1h:10 - Spettatori: 1 582    | Friedrichshafen | 0 - 3 | Jastrzębski Węgiel | 17-25, 16-25, 13-25               |

###### Ritorno
| 16 marzo 2023 PalaTrento, Trento Durata: 2h:24 - Spettatori: 2 369                | Trentino           | 3 - 2 | ZAKSA           | 25-19, 23-25, 27-29, 25-21, 15-12 Golden set: 9-15 |
| 15 marzo 2023 PalaEvangelisti, Perugia Durata: 2h:12 - Spettatori: 2 474          | Sir Safety Perugia | 3 - 2 | Charlottenburg  | 24-26, 25-21, 22-25, 25-17, 15-13                  |
| 15 marzo 2023 PalaCivitanova, Civitanova Marche Durata: 2h:26 - Spettatori: 3 325 | Lube               | 3 - 1 | Halkbank        | 31-29, 25-20, 23-25, 25-20 Golden set: 12-15       |
| 15 marzo 2023 Hala Sportowa, Jastrzębie-Zdrój Durata: 1h:06 - Spettatori: 2 253   | Jastrzębski Węgiel | 3 - 0 | Friedrichshafen | 25-14, 25-20, 25-16                                |

##### Semifinali

###### Andata
| 29 marzo 2023 Hala Azoty, Kędzierzyn-Koźle Durata: 1h:52 - Spettatori: 3 200    | ZAKSA    | 3 - 1 | Sir Safety Perugia | 25-18, 24-26, 25-19, 25-22 |
| 29 marzo 2023 Başkent Voleybol Salonu, Ankara Durata: 1h:49 - Spettatori: 4 000 | Halkbank | 1 - 3 | Jastrzębski Węgiel | 22-25, 23-25, 25-16, 22-25 |

###### Ritorno
| 6 aprile 2023 PalaEvangelisti, Perugia Durata: 1h:45 - Spettatori: 3 681        | Sir Safety Perugia | 1 - 3 | ZAKSA    | 23-25, 18-25, 25-19, 25-27        |
| 5 aprile 2023 Hala Sportowa, Jastrzębie-Zdrój Durata: 1h:59 - Spettatori: 3 112 | Jastrzębski Węgiel | 2 - 3 | Halkbank | 25-17, 18-25, 22-25, 25-16, 12-15 |

##### Finale
| 20 maggio 2023 Palasport Olimpico, Torino Durata: 2h:26 - Spettatori: 10 447 | ZAKSA | 3 - 2 | Jastrzębski Węgiel | 26-28, 25-22, 25-14, 28-30, 15-12 |

## Statistiche
| Rendimento individuale | Rendimento individuale | Rendimento individuale | Rendimento individuale |
| Pos.                   | Nome                   | Punti                  | Squadra                |
| ---------------------- | ---------------------- | ---------------------- | ---------------------- |
| 1                      | Łukasz Kaczmarek       | 219                    | ZAKSA                  |
| 2                      | Nimir Abdel-Aziz       | 195                    | Halkbank               |
| 3                      | Marek Šotola           | 187                    | Charlottenburg         |
| 4                      | Uroš Kovačević         | 164                    | Warta Zawiercie        |
| 5                      | Aleksander Śliwka      | 161                    | ZAKSA                  |
| 6                      | Todor Aleksiev         | 151                    | Hebăr                  |
| 7                      | Wouter ter Maat        | 143                    | Ziraat Bankası         |
| 8                      | Stéphen Boyer          | 141                    | Jastrzębski Węgiel     |
| 8                      | Michał Superlak        | 141                    | Friedrichshafen        |
| 8                      | Marlon Yant            | 141                    | Lube                   |

| Attacchi vincenti | Attacchi vincenti | Attacchi vincenti | Attacchi vincenti  |
| Pos.              | Nome              | Punti             | Squadra            |
| ----------------- | ----------------- | ----------------- | ------------------ |
| 1                 | Łukasz Kaczmarek  | 194               | ZAKSA              |
| 2                 | Nimir Abdel-Aziz  | 175               | Halkbank           |
| 3                 | Marek Šotola      | 156               | Charlottenburg     |
| 4                 | Uroš Kovačević    | 145               | Warta Zawiercie    |
| 5                 | Todor Aleksiev    | 139               | Hebăr              |
| 6                 | Aleksander Śliwka | 136               | ZAKSA              |
| 7                 | Michał Superlak   | 129               | Friedrichshafen    |
| 8                 | Wouter ter Maat   | 127               | Ziraat Bankası     |
| 9                 | Stéphen Boyer     | 118               | Jastrzębski Węgiel |
| 10                | Marlon Yant       | 116               | Lube               |

| Muri vincenti | Muri vincenti          | Muri vincenti | Muri vincenti      |
| Pos.          | Nome                   | Punti         | Squadra            |
| ------------- | ---------------------- | ------------- | ------------------ |
| 1             | Andre Brown            | 31            | Friedrichshafen    |
| 2             | Aleksandar Nedeljković | 25            | Friedrichshafen    |
| 2             | Dmytro Pašyckyj        | 25            | ZAKSA              |
| 4             | Viktor Josifov         | 24            | Hebăr              |
| 5             | Marcin Janusz          | 18            | ZAKSA              |
| 5             | Aleksander Śliwka      | 18            | ZAKSA              |
| 7             | Tomasz Fornal          | 17            | Jastrzębski Węgiel |
| 7             | Nikolaj Nikolov        | 17            | Hebăr              |
| 9             | Martin Atanasov        | 16            | Ziraat Bankası     |
| 9             | Bartosz Bednorz        | 16            | ZAKSA              |
| 9             | Łukasz Kaczmarek       | 16            | ZAKSA              |
| 9             | Pablo Kukartsev        | 16            | Roeselare          |
| 9             | David Smith            | 16            | ZAKSA              |

| Battute vincenti | Battute vincenti       | Battute vincenti | Battute vincenti   |
| Pos.             | Nome                   | Punti            | Squadra            |
| ---------------- | ---------------------- | ---------------- | ------------------ |
| 1                | Oleh Plotnyc'kyj       | 23               | Sir Safety Perugia |
| 2                | Marek Šotola           | 18               | Charlottenburg     |
| 3                | Nimir Abdel-Aziz       | 15               | Halkbank           |
| 3                | Bartosz Kwolek         | 15               | Warta Zawiercie    |
| 5                | Jesús Herrera          | 14               | Sir Safety Perugia |
| 5                | Ruben Schott           | 14               | Charlottenburg     |
| 7                | Bartosz Bednorz        | 13               | ZAKSA              |
| 7                | Stéphen Boyer          | 13               | Jastrzębski Węgiel |
| 7                | Timothée Carle         | 13               | Charlottenburg     |
| 7                | Alessandro Michieletto | 13               | Trentino           |
| 7                | David Smith            | 13               | ZAKSA              |